# Marc Antoine Claude Monnin
Pour les articles homonymes, voir Monnin.
Marc Antoine Claude Monnin, dit aussi A. M. Monnin, est un graveur aquafortiste français né à Paris le 12 juin 1806 et mort à Ivry-sur-Seine le 25 mars 1884.

## Biographie

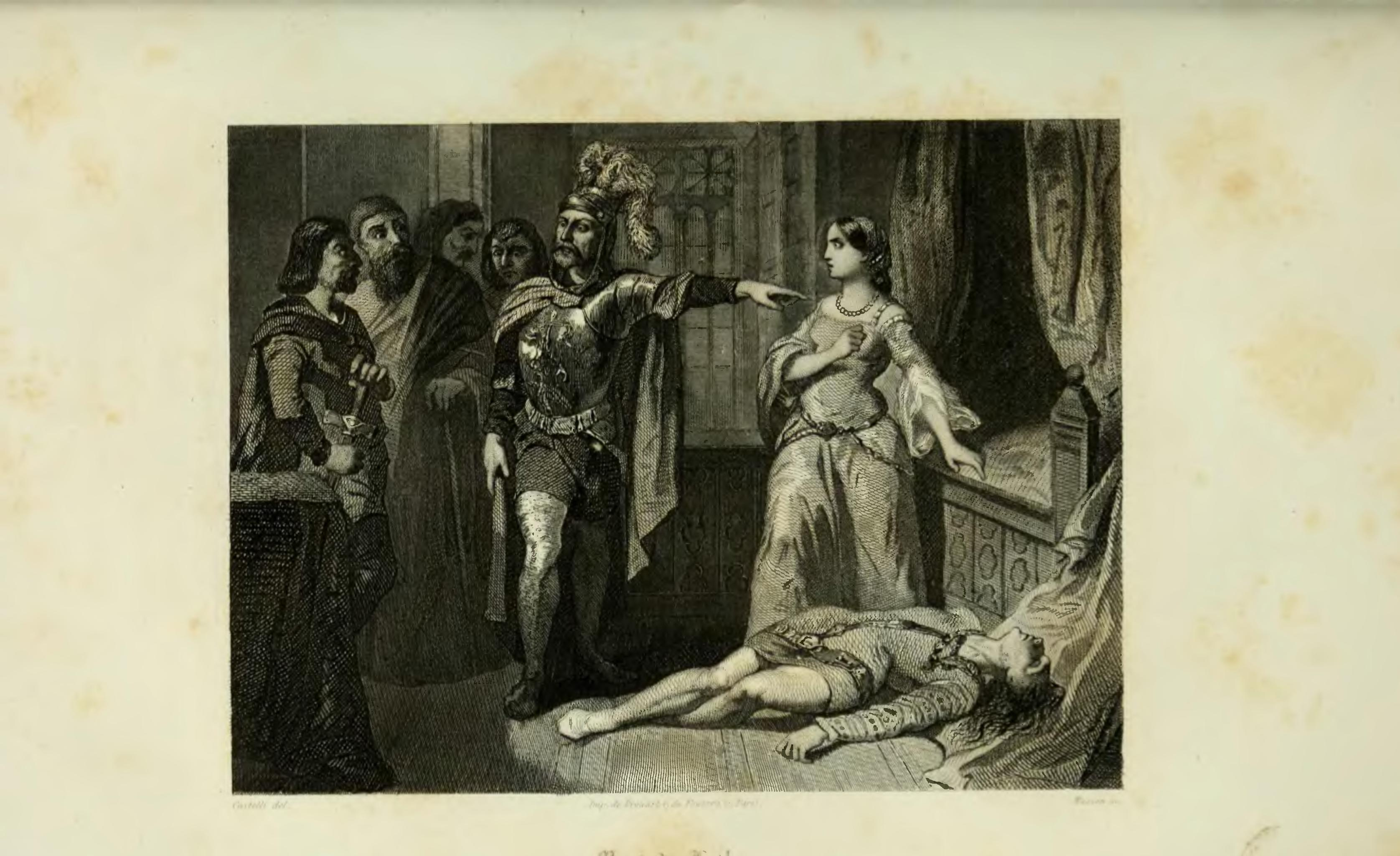
Les Mystères du peuple d'Eugène Sue, gravure de Marc Antoine Claude Monnin d'après Horace Castelli.

Marc Antoine Claude Monnin est élève de Jean Marie Leroux (1788-1870) aux Beaux-Arts de Paris. Il expose au Salon de Paris de 1861 à 1864.
Cité parmi les graveurs publiés dans la revue hebdomadaire Paris à l'eau-forte, ses traits nous sont connus par le portrait qu'a gravé à l'eau-forte Philippe-Auguste Cattelain et où ce dernier l'appelle « mon vieux camarade » (Paris, École nationale supérieure des beaux-arts).

## Contributions bibliophiliques
- Eugène Sue, Les Mystères du peuple, ou histoire d'une famille de prolétaires, 700 gravures sur acier, notamment par François Adolphe Bruneau Audibran, Augustin Burdet, Édouard Follet, James II Hopwood, Léopold Massard, Marc Antoine Claude Monnin, Jean-Jacques Outhwaite, 11 tomes, Paris, Administration de la Librairie, 1849-1857.

## Collections publiques

### Australie
- Canberra, Bibliothèque nationale d'Australie : Île Tikopia. Réception des officiers français de la corvette « l'Astrolabe » par les chefs indigènes, gravure d'après Victor Danvin.

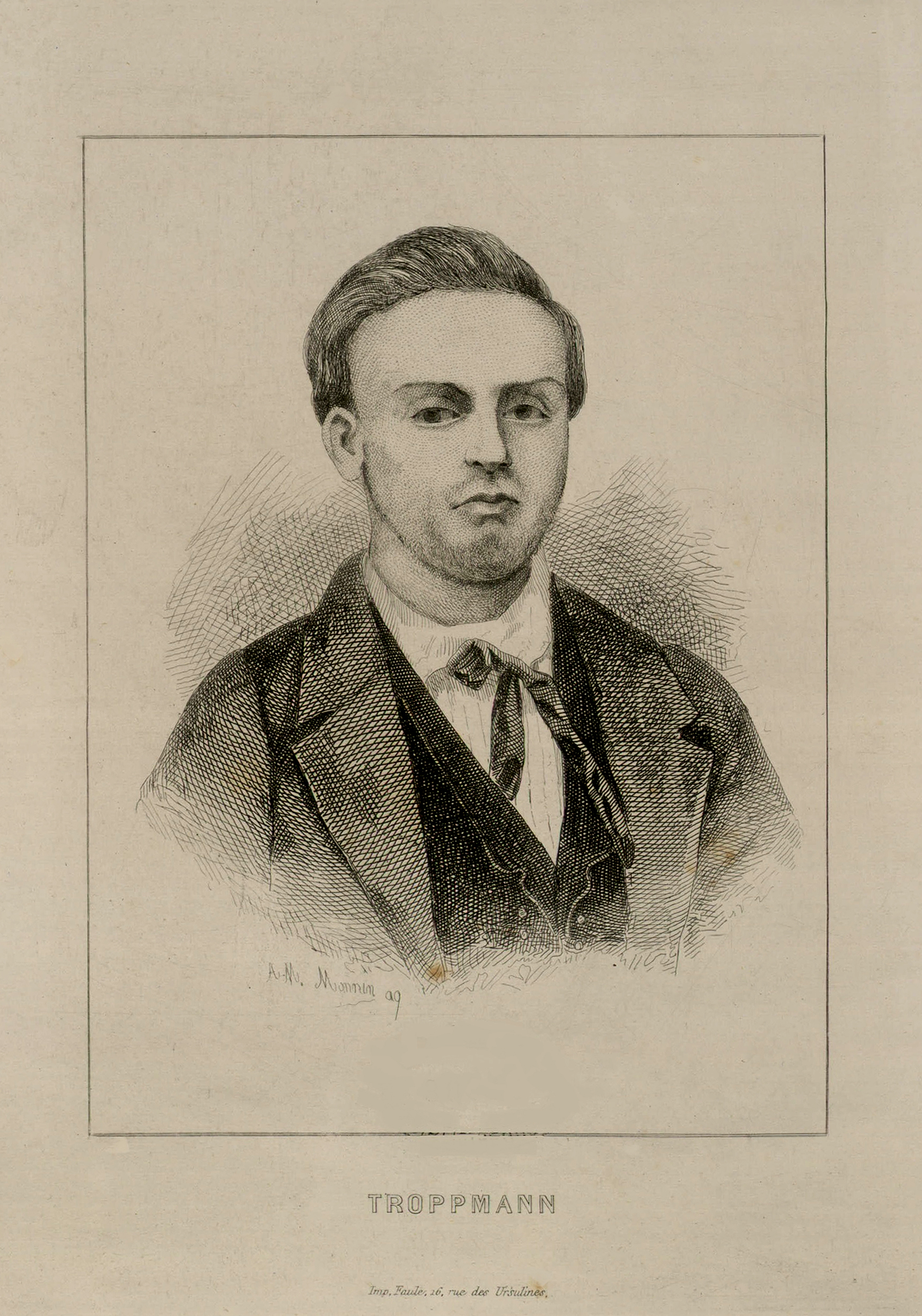
Portrait gravé de Jean-Baptiste Troppmann

### France
- Compiègne, palais de Compiègne : Portrait de François Raspail, 1878, eau-forte d'après Jean-Louis Charbonnel[4].
- Paris :
  - Bibliothèque Sainte-Geneviève : Portrait de Colins, gravure d'après Jean Alfred Gérard-Séguin[5].
  - École nationale supérieure des beaux-arts : 
    - Portrait d'Eugène Sue, d'après Henri-Désiré Charpentier[6] ;
    - Portrait de Jean-Baptiste Troppmann (1849-1870), meurtrier jugé coupable du « massacre de Pantin », gravure[7].
- Versailles, château de Versailles : Gravure satyrique contre les cinq directeurs. « Les cinq singes »[8].

### Pologne
- Varsovie, musée national : Portrait du duc Joseph Poniatowski, gravure d'après Alexandre Lacauchie.

### Royaume-Uni
- Londres, British Museum : Molière, gravure[9].